# 龙泉镇 (东至县)
龙泉镇，是中华人民共和国安徽省池州市东至县下辖的一个乡镇级行政单位

## 行政区划
龙泉镇下辖以下地区：
茶树良种场社区、龙泉村、曹村、松田村、下畈村、让塘村、何村、黄荆港村、大板村、三源村、高林村、铁炉村、古楼村、林丰村和新屋村。

## 中国传统村落
2013年8月，观桥村、老屋村被评为第二批中国传统村落。